# Bimbo (sång)
"Bimbo" är en låt av den svenska rockgruppen Lambretta, utgiven som den första singeln från deras andra album Lambretta 2001. Låten skrevs av Per Aldeheim, Alexander Kronlund och Max Martin, och producerades av Aldeheim och Kronlund. Singeln  gick in på topp 5 i Sverige och Norge och har uppnått svenskt guldcertifikat för 20 000 sålda exemplar. "Bimbo" blev således gruppens kommersiellt framgångsrikaste singel.
Musikvideon filmades i Prag i regi av Magnus Rösman.
2013 släppte den brittiska hårdrocksgruppen Tainted Nation en cover på sitt album F.E.A.R. under titeln "Loser".

## Produktion
"Bimbo" är en poprocklåt skriven av Per Aldeheim, Alexander Kronlund och Max Martin. Texten beskriver en tjej vars pojkvän blivit intresserad av en ny tjej som hon föraktar och kallar för "bimbo". I Lambrettas biografi på Hitmakarna.nu beskriver Mikael Sehlberg låten som "en tung rocklåt med kaxig attityd".
Produktionen sköttes av Aldeheim och Kronlund. I låten hör man så kallad scratching, utförd av DJ Vietnam. Låten spelades in av Per Aldeheim vid The Location i Stockholm och mixades av Stefan Glaumann vid Toytown Studios i Stockholm.

## Lansering
Singeln släpptes den 24 september 2001 som 2-spårssingel och maxisingel med tre spår samt musikvideo. "Sorrow" är en annan låt från albumet Lambretta medan "Pleasureground", som bara fanns på maxisingeln, var tidigare outgiven.

## Låtlista
Singel
1. "Bimbo" – 3:33
2. "Sorrow" (Tomas Persic, Petter Lantz) – 3:36

Maxisingel
1. "Bimbo" – 3:33
2. "Sorrow" (Tomas Persic, Petter Lantz) – 3:36
3. "Pleasureground" (Classe Persson, Lantz) – 3:14
4. "Bimbo" (video)

## Listplaceringar
| Lista (2001)                    | Högsta placering |
| ------------------------------- | ---------------- |
| Norge (VG-lista)                | 4                |
| Schweiz (Swiss Music Charts)    | 43               |
| Sverige (Sverigetopplistan)     | 2                |
| Sverige (Trackslistan)          | 2                |
| Tyskland (Media Control Charts) | 27               |
| Österrike (Ö3 Austria Top 40)   | 18               |